# Письма русского путешественника
«Письма русского путешественника» — произведение русского писателя Николая Карамзина, впервые опубликованное в 1791—1792 годах, цикл писем, рассказывающих о путешествии автора по Европе (1789—1790 годы). «Письма…» стали одним из наиболее объёмных, популярных и влиятельных произведений русской литературы конца XVIII века.

## Создание и публикация
Николай Карамзин около года путешествовал по Европе, посетив Германию, Швейцарию, Францию и Англию. Об этом путешествии он и рассказывает в «Письмах…», причём литературоведы долго были уверены, что это сборник реальных посланий, направленных в своё время автором семье Плещеевых. На самом деле в основе произведения не лежит реальная переписка, а эпистолярная форма — только выбранный писателем способ организации текста. В своей работе Карамзин использовал произведения других авторов (Николаи, Кокса, Мерсье, Сент-Фуа, Морица).
После возвращения из поездки Карамзин пробыл некоторое время в Санкт-Петербурге, а затем перебрался в Москву, где в 1791 году начал издавать собственный «Московский журнал». Там, начиная с первого номера, в течение двух лет публиковались написанные на тот момент части «Писем…». Последнее «письмо», изданное в 1792 году, помечалось «Париж, 27 марта» и рассказывало о первом дне пребывания во Франции.
Некоторые разделы продолжения «Писем…» Карамзин писал в 1793—1794 годах и опубликовал в первой и второй книгах альманаха «Аглая» (1794—1795). Издать «Письма…» книгой отдельной он смог только в 1797 году, но только первую часть (до прибытия в Париж), вторую запретила цензура, не позволив описывать революционный Париж и высказывать мнение о французской революции. Первое полное издание «Писем…» появилось только в 1801 году, после смерти Павла I. При жизни писателя «Письма русского путешественника» публиковались трижды в составе собрания его сочинений.

## Восприятие
«Письма» имели большой успех у российского читателя. Они вызвали интерес и в Европе: в начале XIX века их дважды издавали на немецком языке, а также на польском (1802), английском (1803), французском (1815) языках. «Письма» считаются наиболее значительным художественным произведением Карамзина, заложившим основу русского романа XIX века.
Литературоведы отмечают, что Карамзин в «Письмах» показал восприятие европейской действительности конца XVIII века в трёх её вариациях: это полицейский порядок в германских государствах, революционная реальность с отрицанием старого порядка во Франции и конституционализм Англии и Швейцарии. Юрий Лотман констатировал, что благодаря «Письмам» кардинально изменился литературный образ русского человека, путешествующего по Европе: на смену «странствующему петиметру» пришёл «чувствительный россиянин», готовый перенимать у старой цивилизации её мудрость.